# Sarcenas
Sarcenas település Franciaországban, Isère megyében. Lakosainak száma 250 fő (2022. január 1.). Sarcenas Proveysieux, Quaix-en-Chartreuse, Saint-Pierre-de-Chartreuse és Le Sappey-en-Chartreuse községekkel határos.

## Népesség
A település népessége az elmúlt években az alábbi módon változott:
| Lakosok száma | 80   | 98   | 128  | 171  | 199  | 196  | 189  | 214  | 227  | 250  |
|               | 1968 | 1982 | 1990 | 2006 | 2013 | 2015 | 2017 | 2019 | 2020 | 2022 |